# Sagnes-et-Goudoulet
Sagnes-et-Goudoulet è un comune francese di 134 abitanti situato nel dipartimento dell'Ardèche della regione dell'Alvernia-Rodano-Alpi.

## Società

### Evoluzione demografica
Abitanti censiti